# Analfabetismo político
O analfabetismo político se refere àquelas pessoas que não se interessam como deveriam, não pesquisam, não se informam e não participam como se espera da política.
Segundo o advogado Edgar Herzmann, "O analfabetismo político representa uma estagnação social, uma zona de conforto cega, desprovida de consciência política, evidenciada pelo conhecido discurso pronunciado pelos equivocados do tipo: “odeio política”, “política não se discute” e materializada em atitudes como desligar o rádio na “Hora do Brasil” ou o televisor durante o horário da propaganda eleitoral obrigatória."
Para Paulo Freire, o analfabeto político é aquele que tem uma visão ingênua da realidade social e das relações dos homens com o mundo. Deste modo, o analfabeto político:
Se é um cientista, tenta "esconder-se" no que considera a neutralidade de sua atividade científica. [...] Se é um religioso, estabelece a impossível separação entre mundanidade e transcendência. Se opera no campo das ciências sociais, trata a sociedade, enquanto objeto de seu estudo, como se dela não participasse. [...] Sua concepção da realidade é mecanicista e fatalista. A história é o que foi e não o que está sendo e em que se gesta o que está por vir. O presente é algo que deve ser normalizado, e o futuro, a repetição do presente, o que significa a manuntenção do status quo.— Paulo Freire (1982). Ação Cultural para a Liberdade e Outros Escritos 8ª ed. [S.l.]: Paz e Terra. p. 90

## O Analfabeto Político de Bertolt Brecht

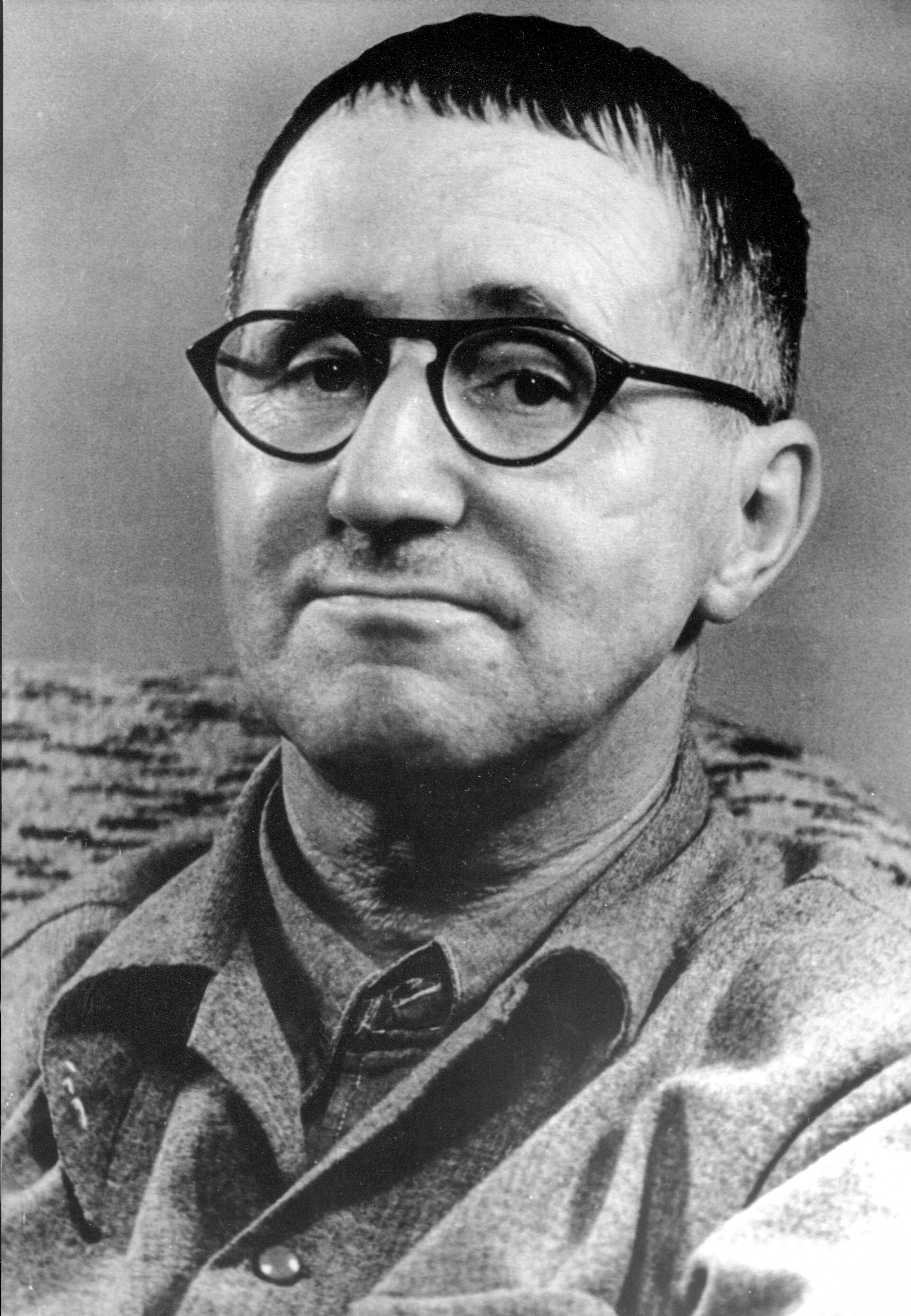
Bertolt Brecht em 1931

O texto a seguir redige sobre o analfabeto político, segundo a visão de Bertolt Brecht
| “ | O Analfabeto Político O pior analfabeto é o analfabeto político. Ele não ouve, não fala, nem participa dos acontecimentos políticos. Ele não sabe que o custo de vida, o preço do feijão, do peixe, da farinha, do aluguel, do sapato e do remédio dependem das decisões políticas. O analfabeto político é tão burro que se orgulha e estufa o peito dizendo que odeia a política. Não sabe o imbecil que da sua ignorância política nasce a prostituta, o menor abandonado e o pior de todos os bandidos, que é o político vigarista, pilantra, corrupto e lacaio das empresas nacionais e multinacionais. | ” |
| — O texto é atribuído a Bertolt Brecht pela primeira vez em Terra Nossa: Newsletter of Project Abraço, North Americans in Solidarity with the People of Brazil, Vols. 1-7 (1988, p. 42) | |   |

Esse diagnóstico, supostamente do Brecht, vinha sendo imputado aos brasileiros, aos quais se atribuía “memória curta” e incapacidade exigir seus direitos de cidadania. Porém, a pouca identificação com os eleitos para representá-los, o fato de não serem ouvidos, a corrupção impune e a falta de acesso aos direitos fundamentais são apontados como fatores que minam a esperança dos cidadãos, contribuindo para provocar apatia e “analfabetos políticos” em larga escala.

## Relação com a Democracia
Devido à história complicada de varias nações com o colonialismo e fascismo entre outros, o poder de cada cidadão ser capaz de ter um impacto sobre o futuro do seu país é algo ao qual é dado imenso valor e poder devido ao complicado processo que levou à aquisição destes direitos. Muitas pessoas caem no Analfabetismo Político, no entanto, devido à falta de crença que o presente clima político é um onde o seu voto pode realmente mudar algo, fora do Brasil observado notavelmente na Eleição presidencial nos Estados Unidos em 2016, onde muitos não viam nenhuma escolha que refletisse a sua visão de como o país devesse ser guiado de qualquer modo, e apenas votavam na oposição daquele com quem discordavam mais.
No entanto, fora do voto em si, ter a noção da situação política e agir de modo a trazer mudança é algo que existe dentro ou fora de uma Democracia, mas é de certo modo facilitado por um modelo que dá mais voz à sua população do que apenas aos poucos que estão no poder. 